# Le Juif éternel (exposition)
Vous lisez un « bon article » labellisé en 2021.
Pour les articles homonymes, voir Le Juif éternel (film).

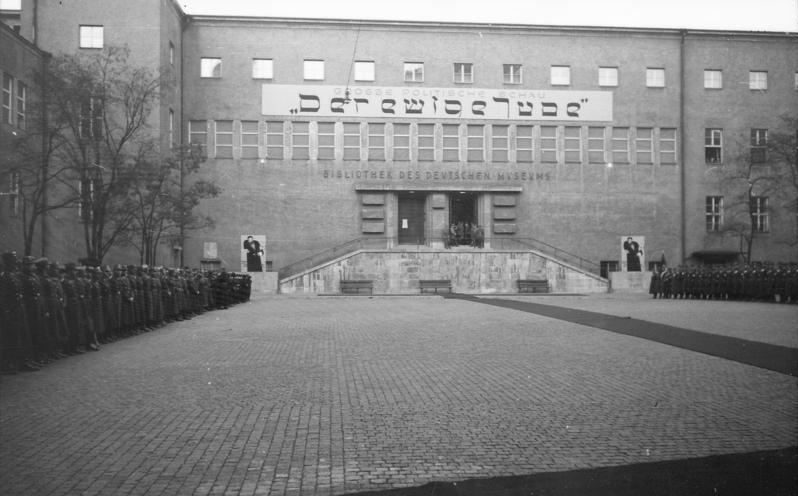
L'entrée de l'exposition

Le Juif éternel (en allemand : Der ewige Jude) est une exposition itinérante de propagande antisémite organisée par le Troisième Reich. Cette manifestation appartient à un triptyque imaginé par le ministère de l'Éducation du peuple et de la Propagande du Reich et articulé autour de la figure du Juif. Les deux autres expositions sont consacrées au judéo-bolchevisme et à ce que les nazis désignaient sous le terme d'« art dégénéré ». 
Inaugurée le 8 novembre 1937  à Munich par Joseph Goebbels et Julius Streicher, elle circule dans plusieurs villes du Reich et se termine à Berlin le 31 janvier 1939.
Les documents présentés au public, photographies, moulages, peintures, enregistrements et caricatures, insistent sur la prétendue collusion entre les intérêts des Juifs et une hypothétique menace d'invasion de l'Allemagne nazie par l'ennemi bolchevique. Les différentes salles qui composent l'exposition, mises en scène avec soin et de manière innovante, proposent aux visiteurs les archétypes de l'antisémitisme nazi, depuis les caractéristiques physiques attribuées aux Juifs jusqu'à leur supposée influence sur la république de Weimar, en passant par la stigmatisation de la psychanalyse, l'accusation de prétendus meurtres rituels et la dénonciation du danger que représenteraient les Juifs pour l'Autriche ou des liens entre Juifs, bolchevisme et franc-maçonnerie. Une salle est dédiée à la glorification des lois raciales de Nuremberg.
Der ewige Jude est l'une des plus importantes expositions de l'histoire allemande. En l'espace d'un peu plus d'un an, elle a attiré plus de 1,3 million de visiteurs. Outre son succès populaire dans les différentes villes où elle fut présentée, elle a suscité une recrudescence des actes antisémites au fil de son parcours. Saluée par la presse allemande, entièrement sous l'emprise des nazis, et en particulier par le Völkischer Beobachter, elle n'a soulevé que de rares protestations, notamment en Autriche et en Tchécoslovaquie.
Ses documents ont servi de base au film allemand Le Juif éternel (1940) et à l'exposition parisienne Le Juif et la France (1941-1942).

## Contexte politique

### Une offensive culturelle sans précédent

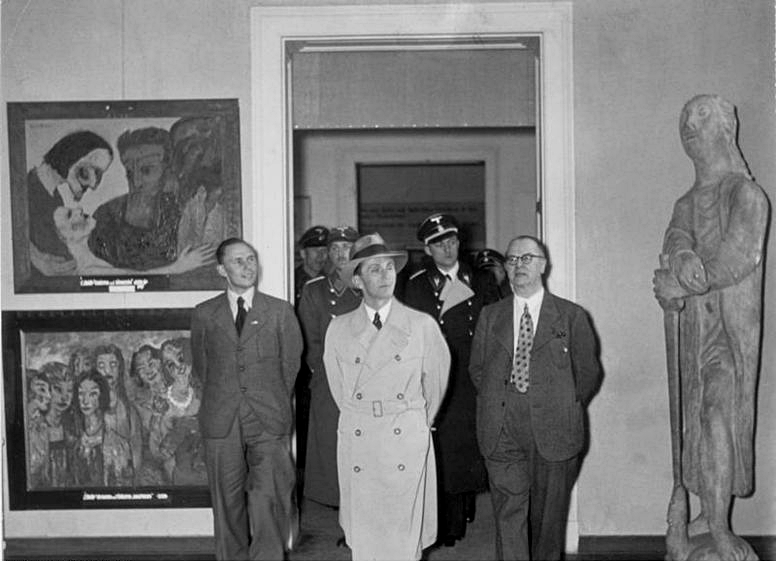
Goebbels (au centre) visitant l'exposition itinérante sur l'« art dégénéré » en février 1938 à Berlin.

À partir de 1936, le Reichspropagandaministerium (ministère de l'Éducation du peuple et de la Propagande du Reich), sous l'égide de Joseph Goebbels, met en place un cycle de trois expositions « infamantes » afin de stigmatiser successivement trois catégories à éliminer : les communistes avec le « bolchevisme culturel » en 1936, puis à partir de 1937 l'Entartete Kunst (l'« art dégénéré ») et enfin les Juifs. 
Le point de départ de cette offensive n'est autre que Munich et le Gau de Haute-Bavière, « capitale du mouvement » du NSDAP dans la mythologie du nazisme depuis que l'idéologue Alfred Rosenberg, aux premiers jours du parti, y a lancé son projet de reconquête culturelle allemande ; Munich est également le théâtre de la tentative de putsch de 1923, célébrée chaque année par le régime à partir de 1933.
Dès le début, la Grande Exposition antibolchevique (Große antibolschewistische Ausstellung) s'emploie à établir un lien entre le communisme, le judaïsme et la franc-maçonnerie, puis la deuxième exposition dénonce les manœuvres des artistes « dégénérés » pour subvertir l'art allemand et enfin le triptyque se clôt sur Der ewige Jude (« Le Juif éternel »), qui parachève la démonstration et en marque l'apogée,. 
Le Völkischer Beobachter affirme en novembre 1936 que, grâce à la Grande Exposition antibolchevique, « l’interaction du judaïsme et de la franc-maçonnerie avec le bolchevisme mondial a été démontrée avec une clarté sans précédent ». Dès que s'achève cette manifestation, les préparatifs de Der ewige Jude sont officiellement annoncés, en février 1937, par Joseph Goebbels, Julius Streicher et Max Amann. Aussi la presse munichoise peut-elle déclarer que, grâce à Der ewige Jude, « la chaîne de la preuve devait se refermer : la domination du judaïsme est la domination du bolchevisme », autrement dit l'incarnation du « mal absolu ».

### La propagande antisémite en 1937
Selon l'état actuel de la recherche, environ la moitié des expositions politiques du Troisième Reich en 1937 portent sur des thèmes antisémites et antisoviétiques.
La répression du prétendu complot judéo-bolchevique qui culmine avec Der ewige Jude s'inscrit dans le même cadre que le dénigrement de l'« art dégénéré » : dans l'idéologie fantasmatique du nazisme, la « décadence » de l'art allemand est due aux Juifs et aux communistes, alliés pour détruire la « race aryenne »,. C'est pourquoi Der ewige Jude est précédé d'à peine quelques jours, à Munich, Vienne et Berlin, par le deuxième volet du triptyque sur les « ennemis » de l'Allemagne : l'exposition Entartete Kunst sur les artistes jugés « dégénérés », surtout quand ils sont juifs,. Or l'antisémitisme inhérent à cette exposition est tel qu'il renferme une contradiction : en effet, alors que Entartete Kunst entend dénoncer la prétendue « influence juive » sur la peinture et la sculpture, parmi les 112 artistes exposés, six seulement sont juifs.
Dans ces différentes villes, comme à Mannheim, Karlsruhe ou Dresde, la mise au pilori des artistes jugés « déviants » est conçue pour préparer les esprits à l'ostracisation des Juifs, qui la suit de près, en la confirmant à l'avance. Dès lors, Der ewige Jude peut occuper la première place dans la propagande antisémite du Reich, tant en matière de battage médiatique et d'audience populaire que de violence visuelle ; pour Peter Longerich, elle fait partie d'une nouvelle phase plus radicale de la persécution des Juifs, entamée à l'automne 1937 .
La propagande nazie s'adresse au plus large public possible, mais elle cible avant tout les jeunes Allemands, auxquels la « question juive » est enseignée en termes de lutte darwinienne pour la survie,. En 1937, 97 % des professeurs sont inscrits au Syndicat national-socialiste des enseignants, à charge pour eux d'utiliser les manuels scolaires qui développent la rhétorique nazie de la guerre totale et d'emmener leurs élèves aux manifestations culturelles dont Der ewige Jude forme l'illustration la plus aboutie.

## Préparation

### Organisateurs
Les diplomates Walther Wüster et Fritz von Valtier, deux professionnels de la propagande nazie, sont les principaux concepteurs de l'exposition. Valtier, en poste à l'ambassade d'Allemagne à Paris quelque temps plus tard, organise en 1941, durant l'occupation, l'équivalent français de Der ewige Jude, l'exposition Le Juif et la France.
Goebbels supervise le travail de ses subordonnés jusqu'au dernier moment. Il note dans son Journal, en date du 9 novembre 1937 : « Inspecté avec Streicher l'exposition Le Juif éternel. Elle est remarquable dans son propos, mais trop académique et scientifique. Trop de matière. Je fais raccourcir et réorganiser. Elle devient alors excellente. » L'inauguration est solennisée par un long discours de Streicher, auquel il met un point d'orgue. Goebbels commente : « Inauguré l'exposition du Juif éternel avec Streicher. Celui-ci veut d'abord se contenter de lire un discours modéré de 20 minutes, mais il en vient à polémiquer sous les applaudissements, cela dure plus d'une heure et devient franchement pénible. Je suis sur des charbons ardents. Je ne dis ensuite que quelques phrases. Mais de poids. »

### Publicité et mesures d'appoint

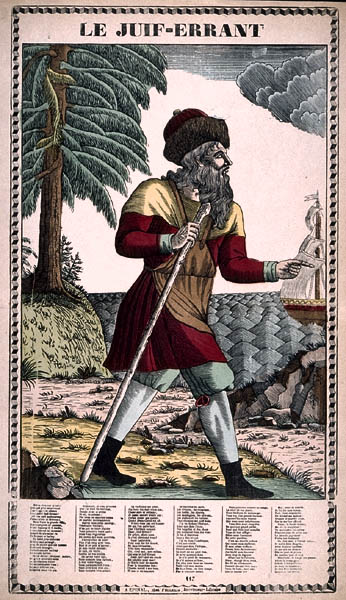
Image d'Épinal du Juif errant, 1896.

L'affiche de l'exposition, réalisée par Hans Stalüter dans des couleurs vives, concentre des poncifs familiers de l'antisémitisme nazi : elle montre la caricature d'un Juif « oriental » vêtu d'un caftan qui tient dans une main les pièces d'or du traître et, dans l'autre, un fouet évoquant la domination despotique, ainsi que, dans le creux de son bras, la carte tridimensionnelle de la partie européenne de l'Union soviétique recouverte par l'emblème communiste de la faucille et du marteau ; comme de nombreuses illustrations présentées dans le cadre de l'exposition, elle recourt « aux clichés vulgaires familiers aux lecteurs de Der Stürmer ».  
Cette image est une relecture d'un stéréotype antisémite d'origine chrétienne — le cordonnier Ahasverus, autrement dit le Juif errant — et relaie le cliché du « Juif éternel » comme « véritable dirigeant » du bolchevisme soviétique. Le titre de l'exposition, Der ewige Jude, est écrit en lettres rouges qui imitent la graphie de l'alphabet hébreu, procédé que l'on trouve déjà dans l'iconographie médiévale. Ce rouge procède d'une gamme chromatique bien précise : dans l'imaginaire du Moyen Âge, la couleur du sang se réfère à la mort du Christ, attribuée par l'Église au « peuple déicide », c'est-à-dire aux Juifs. Le fond jaune relève d'une tradition similaire : depuis l'époque médiévale, cette couleur est une marque d'infamie associée à Judas et donc à la trahison des « Juifs perfides ». Jaunes étaient la rouelle et le chapeau pointu qu'ont dû porter les Juifs à partir des XIIe et XIIIe siècles, jaune était la robe de la personnification de la Synagogue au Moyen Âge.
L'affiche est placardée sur plusieurs bâtiments de Munich et l'exposition est annoncée au moyen de larges banderoles, par exemple au fronton de la gare centrale. Son image devient par la suite le symbole de la campagne médiatique, décliné notamment sur des cartes postales ou des couvertures d'ouvrages, mais aussi dans l'espace public en dimensions monumentales comme sur le toit du Deutsches Museum de Munich, où l'affiche est éclairée de nuit afin que tous puissent la voir, même dans l'obscurité. 
Le soir même de l'inauguration, une représentation est organisée au Residenz Theater qui, d'après la Deutsche Allgemeine Zeitung, illustre les thèmes essentiels de l'exposition. Y sont présentés des extraits du pamphlet de Luther Des Juifs et de leurs mensonges accompagné d'autres textes antisémites, Treitschke et Bismarck, ou encore de passages de Heine détournés de leur propos, puis des scènes du Marchand de Venise.
Quelques semaines plus tard, à partir de décembre 1937, l'université de Munich met en place un cycle de conférences sous l'égide du groupe de recherche concernant la « question juive » de l’Institut du Reich pour l’histoire de la Nouvelle Allemagne (Reichsinstitut für Geschichte des neuen Deutschlands) afin de servir les objectifs de Der ewige Jude. 
Autre appoint pédagogique, les 128 pages du catalogue de l'exposition contiennent « 265 documents photographiques, recueillis par le Dr Hans Diebow », journaliste au sein du Völkischer Beobachter, l'organe de presse du NSDAP. Ses abondantes ressources iconographiques seront réutilisées pour la préparation du film éponyme, Le Juif éternel, en 1940. Ce catalogue pose d'emblée une question pseudoscientifique qui est en fait une pétition de principe : « D'où vient le nez des Juifs ? »

## Dispositif

### Principes
« Une exposition comme Le Juif éternel n'était que la manifestation la plus achevée de la stratégie consistant à amalgamer n'importe quel type d'arguments accablant les juifs. »

— Saul Friedländer, 2008

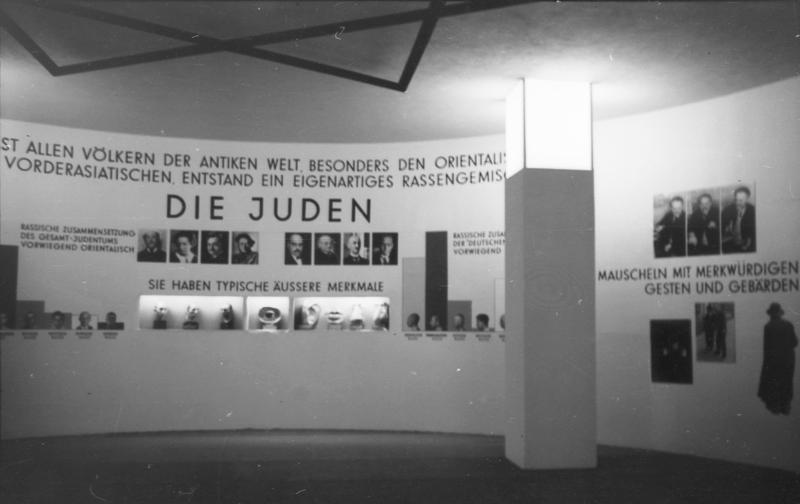
La première salle.

Ce « Juif éternel » est destiné à marquer les esprits. Le Völkischer Beobachter livre à son propos la recette d'une exposition de propagande réussie : contrairement aux manifestations artistiques habituelles, qui reposent sur l'harmonie et l'équilibre, « une exposition politique qui veut frapper le visiteur et lui inculquer ses enseignements doit contenir des dissonances, avec des sons vifs, elle doit sans cesse stimuler son attention et le guider à travers ses espaces dans un crescendo constant ». 
L'organisation de l'espace résulte donc d'une mise en scène calculée, où les effets de lumière et les contrastes de couleurs sont là pour maintenir l'intérêt du spectateur en utilisant des ressorts psychologiques.

### Parcours

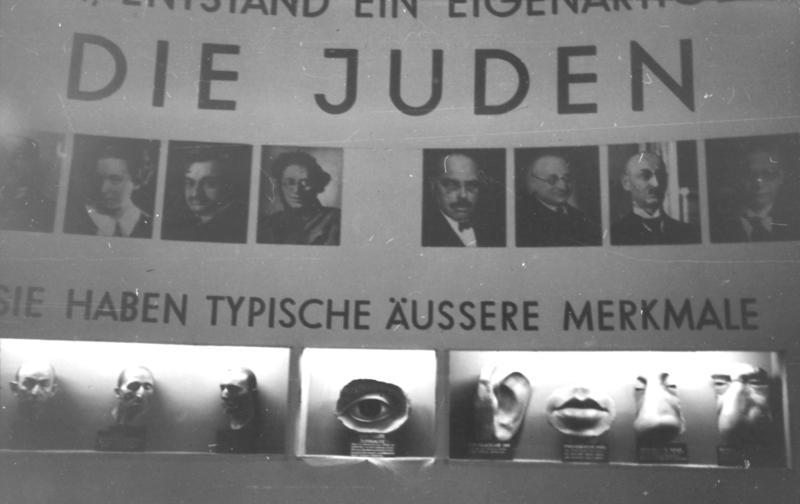
Les « caractéristiques extérieures typiques ».

La première salle, de forme circulaire, est conçue pour donner l'illusion d'un « panthéon d'objectivité scientifique », avec ses panneaux d'affichage placés à plusieurs mètres de hauteur et leurs slogans affirmant que les Juifs possèdent des « caractéristiques extérieures typiques ». Dans l'unité centrale, les photographies retouchées et les moulages de cire, d'origine douteuse, sont censés démontrer les signes reconnaissables du « Juif éternel » chez des personnalités juives ou supposées telles, comme Léon Trotski, Charlie Chaplin, Rudolf Hilferding, Elisabeth Bergner ou Karl Radek,, signes physiques qui basculent vers les « traits de caractère » et les « valeurs morales ». Toutefois, un doute risque de subsister chez le spectateur, car ces prétendues caractéristiques extérieures ne sont pas toujours observables chez les Juifs : afin de parer à toute objection, des textes pédagogiques bien en vue sur les murs servent donc à expliquer que ce manque de visibilité est dû à la stratégie des Juifs pour dissimuler leur véritable origine.
La salle suivante propose une rétrospective sur les intentions criminelles des Juifs, avec des citations déformées et de faux extraits du Talmud et du Choulhan Aroukh, développant le thème de leur « haine » ancestrale envers les non-Juifs, depuis l'Antiquité jusqu'au XXe siècle. Sur une longueur d'environ 40 mètres, la séquence cinématographique d'un abattage rituel souligne l'aspect morbide et brutal de cette pratique. L'effet désiré est obtenu : les visiteurs horrifiés font l'amalgame avec la classique accusation antisémite de meurtre rituel, et, au cas où le rapprochement leur aurait échappé, le commentaire de l'exposition indique en toutes lettres : « Que les Juifs doivent aussi abattre des hommes selon les instructions de leur religion, nous n'avons que des suppositions à ce sujet, mais des suppositions tout à fait fondées ! »

### Choix iconographiques

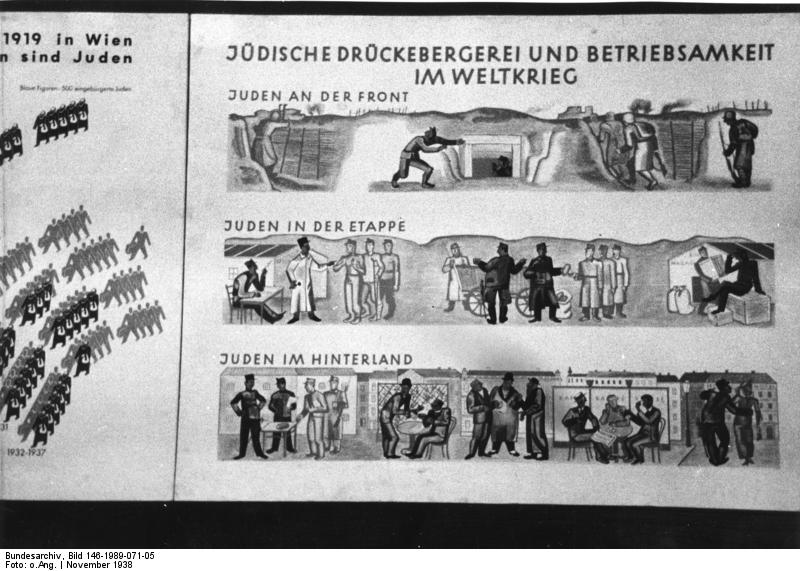
Illustrations de Der ewige Jude : le Juif comme ennemi intérieur et extérieur.

Comme à son habitude, la propagande nazie s'appuie sur de nombreux éléments visuels afin d'authentifier la prétendue véracité de ses documents et la prétendue validité de ses thèses.
D'impressionnants dioramas attendent le public dans une salle consacrée aux dangers de la domination des Juifs sur l'Autriche et en particulier sur Vienne (« Ils se répandent aujourd'hui dans la ville du Danube »), le tout étant cautionné par des statistiques mensongères et intitulé « Si Israël est roi ». Plus loin, les œuvres de cinéastes et d'artistes juifs de la république de Weimar sont désignées à la vindicte populaire, dont un tableau de Gert Heinrich Wollheim, peintre déjà présent à l'exposition sur l'« art dégénéré », ou le portrait d'un Juif hassidique par Jankel Adler, sans oublier des scènes choquantes extraites de films comme M le maudit. Dans ce dernier cas, il s'agit d'un montage cinématographique de 36 minutes qui servira de prototype au film Le Juif éternel en 1940.
De façon analogue, des photomontages surdimensionnés exposent aux spectateurs les symboles culturels de la république de Weimar, perçue par les nazis comme une réplique de Sodome et Gomorrhe : Arthur Schnitzler, Franz Werfel, Arnold Zweig, Max Liebermann, Jacob Epstein, Alfred Flechtheim, Yehudi Menuhin, Richard Tauber, Max Reinhardt ou encore Joséphine Baker ; y figurent également les intellectuels juifs de la presse, de la science ou de la politique, parmi lesquels Georg Bernhard, Walther Rathenau, Magnus Hirschfeld et Sigmund Freud. Dans l'idéologie du Troisième Reich, la psychanalyse est d'ailleurs une « science juive ». Cette section, qui occupe sept ou huit salles, s'étend entre des cloisons inclinées qui donnent une sensation d'oppression et de déséquilibre en produisant l'illusion d'un basculement vers l'avant.
Le « bolchevisme juif » est brocardé par des photographies remplies de scènes d'horreur, villes en ruine, régions dévastées, cadavres amoncelés, pendant que la franc-maçonnerie se voit elle aussi amalgamée au judaïsme. Un décor de loge maçonnique est reconstitué au moyen d'une crypte plongée dans une pénombre angoissante : des squelettes entourent des cercueils posés sur des catafalques et ornés de crânes humains ; vers le fond, un autel est surmonté par une tête de mort encadrée de deux candélabres, tandis qu'à l'arrière-plan une tenture exhibe une étoile de David démesurée. Le Völkischer Beobachter commente l'atmosphère macabre en ces termes : « Et nous voyons enfin comment le judaïsme s'est créé dans la franc-maçonnerie un instrument pour réaliser ses plans de domination mondiale. Une salle montre l'équipement d’une loge maçonnique. Ici, les coutumes et les symboles sont juifs. »
En contrepoint, l'exposition diffuse çà et là le mythe de l'héroïsme nazi par le truchement d'affiches, de panneaux, de livres et d'une salle à la gloire des lois de Nuremberg, gravées sur des plaques de marbre. Le parcours initiatique s'achève sur quelques documents montrant la situation réelle de Juifs détenus dans des camps : désormais, preuve est faite que l'incarcération et la persécution sont la solution logique à la « question juive ».

## Réception

### Fréquentation
Der ewige Jude est la plus grande exposition antisémite d'avant-guerre. D'une manière générale, elle est aussi l'une des plus importantes expositions de l'histoire allemande. Elle ouvre ses portes le 8 novembre 1937 à la bibliothèque du Deutsches Museum à Munich, où elle se déroule jusqu'au 31 janvier 1938 : avant de circuler dans d'autres villes, elle y reçoit 412 300 visiteurs en trois mois, avec parfois plus de 5 000 entrées par jour,, (contre 364 000 pour l'exposition antibolchevique de 1936).

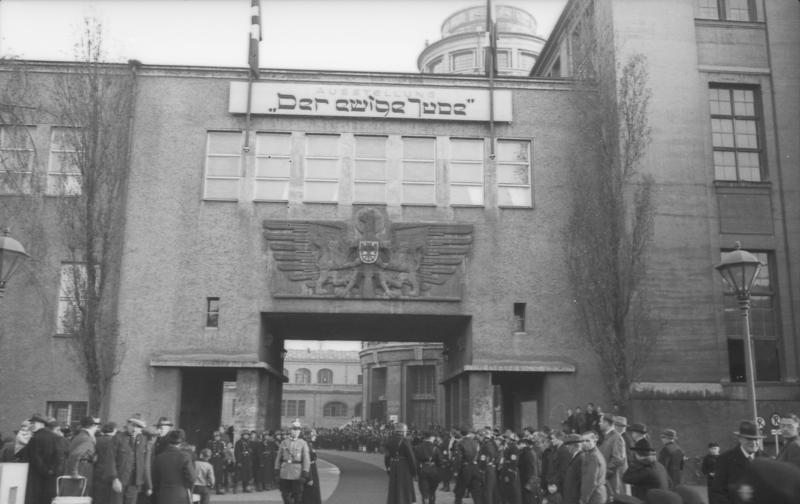
Der ewige Jude au Deutsches Museum à Munich.

Manifestation itinérante, elle a lieu successivement à Brême, Dresde, Magdebourg et Vienne du 2 août au 23 octobre 1938, où le discours d'ouverture est prononcé par le Reichsstatthalter Seyss-Inquart et où elle rassemble 350 000 spectateurs, avant de terminer son parcours à Berlin du 12 novembre 1938 au 31 janvier 1939,. En l'espace de 15 mois, elle attire plus de 1,3 million de visiteurs.
Le public appartient à toutes les couches de la société, depuis les membres du NSDAP et de la Wehrmacht jusqu'aux élèves des visites organisées par les écoles, depuis les ouvriers et les paysans jusqu'aux bourgeois et aux salariés de tous âges et de toutes professions, dont certains prennent des cars ou des trains spéciaux pour y accéder. 
Des opposants politiques s'y rendent également, comme en témoigne notamment un rapport du Sopade, le Parti socialiste allemand dont la direction s'est réfugiée à Prague, rapport rédigé quelques semaines après l'inauguration et qui souligne que l'exposition ne laisse pas les visiteurs indifférents, l'auteur de ce document étant lui-même fortement impressionné. Il arrive aussi que des Juifs allemands ou autrichiens viennent voir par eux-mêmes, dont Ruth Maier, ou encore étudient le catalogue de l'exposition après avoir quitté le territoire du Reich, par exemple Theodor W. Adorno et Veza Canetti.

### Accueil de la presse allemande
La presse allemande, soumise à la censure du régime, couvre abondamment l'événement. Unanime, elle souligne la prétendue « rigueur scientifique » des « preuves » présentées ainsi que leur aspect sensationnel. Les images de terreur et de mort produisent l'effet escompté : « Ce qu’on peut y voir est si horrible que cela ne peut être décrit par des mots », note un journal munichois.

### Réactions de la presse étrangère
Hors d'Allemagne, la presse écrite ne partage pas l'enthousiasme des périodiques allemands : les journaux américains, britanniques ou néerlandais se montrent volontiers critiques quand ils ne sont pas simplement factuels. Le London Times, notamment, est scandalisé : « Des Juifs qui ont contribué au prestige et à la renommée de l'Allemagne et au service de l'humanité sont cloués au pilori, parmi lesquels Heine, Mendelssohn, Börne, Einstein, Walther Rathenau et Albert Ballin. Dans la section "Presse", la presse britannique est représentée comme exclusivement soumise à l'influence des Juifs, ».
Les journaux autrichiens et tchèques, surtout, dénoncent les mensonges de cet « appel au pogrom » à la fois « grotesque » et « honteux ». La Neue Freie Presse viennoise du 9 novembre 1937 publie une recension très critique de Der ewige Jude, sous le titre « Une exposition inutile » : « Il faudrait mettre des bornes à la propagande. Que l'on renouvelle d'anciens préjugés, sur la base d'une documentation ancienne et sans fondements, [...] ne peut servir qu'à propager la haine ».
Deux journalistes, en particulier, font part de leur indignation : le Tchécoslovaque Eugene V. Erdely et l'Autrichienne Irene Harand, le premier en rédigeant un compte rendu d'une précision clinique, la seconde en éditant jusqu'en mars 1938 une série de timbres à l'effigie de « Juifs vraiment éternels pour leurs mérites », dont le lauréat du prix Nobel Paul Ehrlich, le poète Heinrich Heine et le compositeur Giacomo Meyerbeer,. Ces timbres comportent des notices informatives, en vertu du principe que s'impose Irene Harand : « Il faut répondre par la vérité à chaque mensonge. » Entrés illégalement en Allemagne, les timbres sont clandestinement distribués dans les couloirs de Der ewige Jude.

### Conséquences
Le message véhiculé par l'exposition est bien reçu parmi la population allemande : pour les spectateurs, les Juifs ne sont pas une communauté religieuse, mais un mélange racial à la fois inférieur et dangereux. Cette propagande antisémite ne fait qu'attiser des haines et des fantasmes indépendants de l’idéologie nazie en jouant sur une crainte ancestrale envers les Juifs, perçus comme des étrangers hostiles infiltrés dans la population allemande. Dans l'espace consacré à l'internement des Juifs dans des camps, à la fin du parcours, la satisfaction des spectateurs est visible.
L'appartenance à la communauté allemande et l’exclusion des Juifs ainsi mises en exergue, l’exposition ouvre la voie aux persécutions. De fait, les rapports de police signalent une augmentation des actes d'antisémitisme dans chacune des villes où est présenté Der ewige Jude.
Le dispositif antisémite du Reich est désormais bien en place pour laisser toute latitude aux profanations, dégradations, incendies et assassinats de la nuit de Cristal en novembre 1938,.